# Женская сборная Словении по баскетболу
Женская сборная Словении по баскетболу — национальная баскетбольная команда, представляющая Словению в женских турнирах на международной баскетбольной арене. Управляющим органом сборной выступает федерация баскетбола Словении.

## История
Словенская сборная образовалась после распада Югославии, в 1992 году она стала членом ФИБА. Первый официальный матч состоялся 15 мая 1993 года на домашней арене в городе Словенске-Конице. В рамках отборочного турнира к чемпионату Европы 1995 словенки принимали сборную Грузии и добились победы (82:61). На площадку выходили Полона Дорник, Сергея Зупан, Катица Кривич, Зора Малацко, Матея Мрзликар, Нада Поцрньич, Невенка Топалович, Сабина Фелц, Моника Цедилник, Мойца Циглар.
Сборная Словении постоянный участник квалификационных турниров чемпионата Европы, но так и ни разу не отбиралась на финальные соревнования.
В истории младших сборных лучшим результатом является 4-е место на чемпионате Европы среди юниорок (до 18 лет) в 2010 году. В следующем году словенская сборная участвовала на молодёжном чемпионате мира в Чили, где команда заняла 14-е место.
Наибольшее количество матчей за сборную сыграла Мойца Маркович — 65.
19 ноября 2016 года команда Словении впервые в своей истории пробилась на Чемпионат Европы 2017 года, пройдя квалификацию и заняв в группе 1 место.
В 2019 году вновь отобрались на Европейский чемпионат. На турнире сыграли четыре матча, в том числе один в плей-офф, однако победу одержали только в одном над сборной Турцией. В итоге заняли 11-е место.

## Средиземноморские игры
- 1993 — 4-е место: Полона Дорник, Урша Жен, Сергея Зупан, Катица Кривич, Зора Малацко, Матея Мрзликар, Нада Поцрньич, Дамьяна Рачич, Невенка Топалович, Сабина Фелц, Моника Цедилник, Мойца Циглар.
- 2001 — 5-е место: Аня Вилфан, Барбара Гричар, Далиборка Йокич, Тина Кватерник, Мойца Маркович, Полона Оберч, Метка Обровник, Сандра Пиршич, Аленка Поточник, Преводник, Катя Темник, Симона Юрше

## Франкофонские игры
- 2001: Матея Вебле, Барбара Гричар, Далиборка Йокич, Тина Кватерник, Любица Куре, Мойца Маркович, Нина Пездирец, Аленка Поточник, Преводник, Катя Темник, Симона Юрше

## Молодёжные чемпионаты мира
- 2011 — 14-е место: Ребека Абрамович, Бояна Адамович, Ника Барич, Майя Бошняк, Нина Габровшек, Алина Геркеш, Тьяша Гортнар, Клара Зупанчич, Жива Мацура, Ева Рупник, Алья Самец, Тина Яковина

## Результаты

### Чемпионаты Европы
| Финальные турниры | Финальные турниры      | Финальные турниры      | Финальные турниры      | Финальные турниры      | Финальные турниры      | Финальные турниры      | Финальные турниры      |            | Отборочные турниры | Отборочные турниры | Отборочные турниры | Отборочные турниры | Отборочные турниры | Отборочные турниры |
| Год               | Результат              | Место                  | И                      | В                      | П                      | МЗ                     | МП                     | Место      | И                  | В                  | П                  | МЗ                 | МП                 |                    |
| ----------------- | ---------------------- | ---------------------- | ---------------------- | ---------------------- | ---------------------- | ---------------------- | ---------------------- | ---------- | ------------------ | ------------------ | ------------------ | ------------------ | ------------------ | ------------------ |
| 2005              | Не прошла квалификацию | Не прошла квалификацию | Не прошла квалификацию | Не прошла квалификацию | Не прошла квалификацию | Не прошла квалификацию | Не прошла квалификацию | Дивизион В | 6                  | 5                  | 1                  | 384                | 340                |                    |
| 2007              | Не прошла квалификацию | Не прошла квалификацию | Не прошла квалификацию | Не прошла квалификацию | Не прошла квалификацию | Не прошла квалификацию | Не прошла квалификацию | Дивизион А | 6                  | 2                  | 4                  | 452                | 474                |                    |
| 2009              | Не прошла квалификацию | Не прошла квалификацию | Не прошла квалификацию | Не прошла квалификацию | Не прошла квалификацию | Не прошла квалификацию | Не прошла квалификацию | Дивизион В | 10                 | 3                  | 7                  | 692                | 701                |                    |
| 2011              | Не прошла квалификацию | Не прошла квалификацию | Не прошла квалификацию | Не прошла квалификацию | Не прошла квалификацию | Не прошла квалификацию | Не прошла квалификацию | Дивизион В | 6                  | 5                  | 1                  | 420                | 367                |                    |
| 2013              | Не прошла квалификацию | Не прошла квалификацию | Не прошла квалификацию | Не прошла квалификацию | Не прошла квалификацию | Не прошла квалификацию | Не прошла квалификацию | 3/5        | 8                  | 4                  | 4                  | 510                | 538                |                    |
| / 2015            | Не прошла квалификацию | Не прошла квалификацию | Не прошла квалификацию | Не прошла квалификацию | Не прошла квалификацию | Не прошла квалификацию | Не прошла квалификацию | 2/3        | 2                  | 1                  | 1                  | 136                | 133                |                    |
| 2017              | Групповой этап         | 13                     | 3                      | 1                      | 2                      | 192                    | 214                    |            |                    |                    |                    |                    |                    |                    |
| / 2019            | 1/8                    | 10                     | 4                      | 1                      | 3                      | 270                    | 290                    | 1/3        | 4                  | 3                  | 1                  | 283                | 246                |                    |
| Всего             | Лучший: 1/8            | Участие: 2/7           | 7                      | 2                      | 5                      | 462                    | 504                    |            | 42                 | 23                 | 19                 | 2877               | 2799               |                    |

## Состав
| Перейти к шаблону «Состав сборной Словении по баскетболу» | Состав сборной Словении по баскетболу |  |

| Поз. | №  | Имя              | Дата рождения (возраст)   | Рост   | Клуб                   |
| ---- | -- | ---------------- | ------------------------- | ------ | ---------------------- |
| ЛФ   | 4  | Жива Здолшек     | 10 октября 1989 (35 лет)  | 178 см | Триглав                |
| АЗ   | 5  | Тея Облак        | 20 декабря 1990 (34 года) | 172 см | Польковице             |
| АЗ   | 6  | Ребека Абрамович | 6 ноября 1993 (31 год)    | 170 см | Атлет                  |
| АЗ   | 7  | Майя Еркич       | 13 мая 1985 (40 лет)      | 183 см | без клуба              |
| ЛФ   | 8  | Алина Геркеш     | 20 апреля 1994 (31 год)   | 180 см | Фордемский университет |
| РЗ   | 9  | Ника Барич       | 2 сентября 1992 (32 года) | 169 см | Спарта&К               |
| РЗ   | 10 | Хелена Боада     | 17 марта 1987 (38 лет)    | 173 см | Атлет                  |
| АЗ   | 11 | Ева Рупник       | 18 октября 1992 (32 года) | 176 см | Триглав                |
| Ц    | 12 | Ева Лисец        | 17 июня 1995 (30 лет)     | 192 см | Атлет                  |
| ТФ   | 13 | Мартина Остерман | 11 июля 1988 (37 лет)     | 182 см | Гросупле               |
| Ц    | 15 | Сандра Пиршич    | 11 октября 1984 (40 лет)  | 195 см | Самарат                |
| ЛФ   | 20 | Ева Комплет      | 21 ноября 1986 (38 лет)   | 182 см | Нови Загреб            |
| ЛФ   | 21 | Тина Яковина     | 11 августа 1992 (32 года) | 182 см | Атлет                  |
| РЗ   | 22 | Сара Меден       | 30 января 1994 (31 год)   | 171 см | Триглав                |
| АЗ   | 23 | Анита Кастелич   | 17 октября 1994 (30 лет)  | 171 см | Гросупле               |
| Ц    | 33 | Катя Котник      | 16 июля 1990 (35 лет)     | 191 см | Атомерому              |

## Тренеры
- Борис Зрински
- Томо Орешник